# Brunvattrat metallfly
Brunvattrat metallfly, Ctenoplusia limbirena, är en fjärilsart som beskrevs av Achille Guenée 1852. Brunvattrat metallfly ingår i släktet Ctenoplusia och familjen nattflyn, Noctuidae.  Arten är ännu inte funnen i Sverige. Inga underarter finns listade i Catalogue of Life.

## Bildgalleri

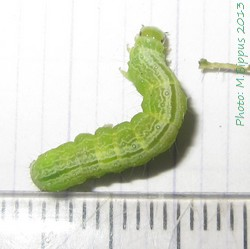
Fjärilens larv
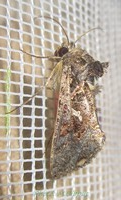
Imago fjäril
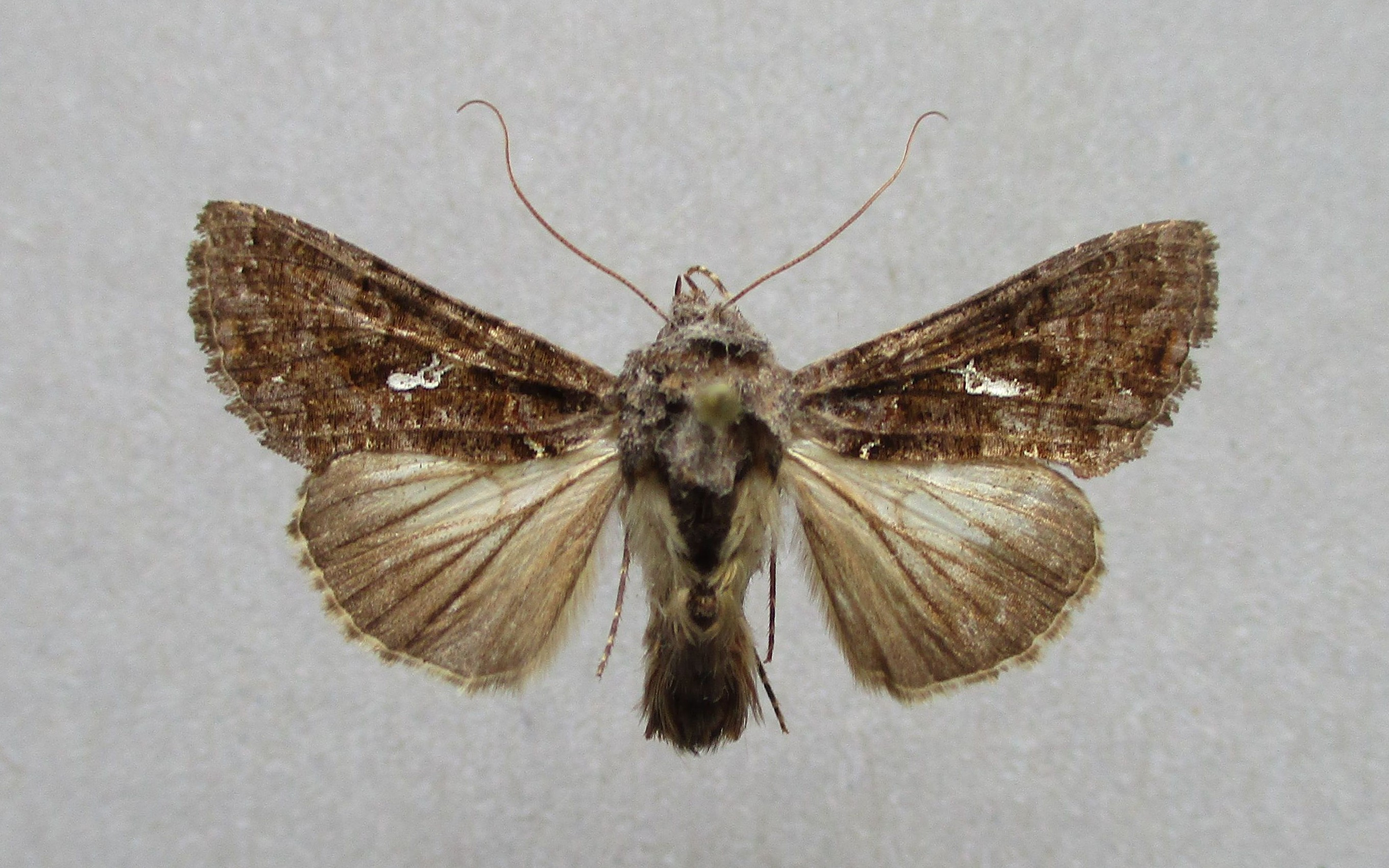
Preparerad (uppnålad) imago fjäril